# Аввакумова Катерина Сергіївна
Катерина Сергіївна Авваку́мова (26 жовтня 1990 , Великий Устюг, Вологодська область ) — російська та південнокорейська біатлоністка. Чемпіонка світу з літнього біатлону (2015), призерка зимової Універсіади. Майстер спорту Росії міжнародного класу (2015).

## Кар'єра
Почала займатися поліатлоном 2006 року в ДЮСШ міста Великий Устюг у Павла Ордіна. Від 2009 року почала займатися біатлоном у Санкт-Петербурзі у В'ячеслава Нікіфорова та Юрія Васильєва. Від 2012 року тренувалася у В'ячеслава Нікіфорова в Сочі.
Бронзова призерка чемпіонату Росії серед юніорів 2011, переможниця та призерка етапів Кубка Росії. Дворазова чемпіонка Росії з літнього біатлону 2014 року. Срібна призерка чемпіонату Росії 2016 року (масстарт).
На зимовій Універсіаді 2015 року здобула срібло в індивідуальних перегонах на 15 км. Того ж року стала чемпіонкою світу з літнього біатлону в змішаній естафеті.
Закінчила Національний державний університет фізичної культури, спорту і здоров'я імені П. Ф. Лесгафта.
2017 року перейшла до збірної Південної Кореї. У новій команді на міжнародних змаганнях дебютувала 7 січня 2017 року на етапі Кубка IBU у Валь-Мартелло, посівши 37-ме місце в спринті.
15 лютого 2017 року на чемпіонаті світу в Австрії посіла 5-те місце в індивідуальних перегонах, не припустившись жодного промаху, і за підсумками цих перегонів стала першою в історії представницею Кореї, яка потрапила на квіткову церемонію.
На Олімпійських іграх 2018 року в спринті Авакумова посіла останнє 87-ме місце з 6 промахами. В індивідуальних перегонах припустилась лише одного промаху і стала 16-ю. В естафеті біатлоністки Кореї посіли останнє 18-те місце, відставши від 17-го місця на 4,5 хвилини. Однією з основних причин став дуже невдалий виступ Ганни Фроліної на першому етапі, де вона одержала 4 штрафні кола на стрільбі стоячи.
Після олімпійського сезону 2017—2018 Авакумова повернулася до Росії. 2020—2021 року повернулася до Південної Кореї й збирається виступити на Олімпіаді 2022.

## Результати за кар'єру
Усі результати наведено за даними Міжнародного союзу біатлоністів.

### Олімпійські ігри
| Змагання                        | Інд. перегони | Спринт | Перегони пер. | Мас-старт | Естафета | Змішана ес. |
| Олімпійські ігри 2018 Пхьончхан | 16            | 87     | —             | —         | 18       | —           |

### Чемпіонати світу
| Змагання        | Інд. перегони | Спринт | Перегони пер. | Мас-старт | Естафета | Змішана ес. | Од. змішана ес. |
| --------------- | ------------- | ------ | ------------- | --------- | -------- | ----------- | --------------- |
| Гохфільцен 2017 | 5             | 63     | —             | 30        | 18       | 19          | Не пров.        |
| Поклюка 2021    | 28            | 67     | —             | —         | 23       | 26          | 23              |

### Кубки світу
- Найвище місце в загальному заліку: 70-те 2018 року.
- Найвище місце в окремих перегонах: 5-те.

#### Підсумкові місця в Кубку світу за роками
| Сезон     | Інд. перегони | Інд. перегони | Спринт | Спринт | Перегони пер. | Перегони пер. | Мас-старт | Мас-старт | Заг. залік | Заг. залік |
| Сезон     | Бали          | Місце         | Бали   | Місце  | Бали          | Місце         | Бали      | Місце     | Бали       | Місце      |
| --------- | ------------- | ------------- | ------ | ------ | ------------- | ------------- | --------- | --------- | ---------- | ---------- |
| 2016–2017 | 40            | 27            | 0      |        | 0             |               | 2         | 48        | 42         | 71         |
| 2017–2018 | 0             |               | 12     | 73     | 25            | 58            |           |           | 37         | 70         |
| 2020–2021 | 30            | 37            | 19     | 69     | 0             |               | 21        | 39        | 70         | 58         |

### Чемпіонати світу з літнього біатлону
- Золота медаль у змішаній естафеті 2015 року.